# 987 Wallia
987 Wallia, asteroid glavnog pojasa. Otkrio ga je Karl Wilhelm Reinmuth, 23. listopada 1922.

## Vanjske poveznice
- Minor Planet Center